# Закон Украины «О защите прав потребителей»
Закон о защите прав потребителей (укр. Про захист прав споживачів) — закон Украины, регулирующий отношения между потребителями товаров, работ и услуг и производителями и продавцами товаров, исполнителями работ и представителями услуг разных форм собственности, устанавливающий права потребителей, а также определяющий механизмы их защиты и основы реализации государственной политики в сфере защиты прав потребителей.

## Структура закона
Раздел 1. Общие положения.
Раздел 2. Права потребителей и их защита.
Раздел 3. Общественные организации потребителей (объединения потребителей).
Раздел 4. Деятельность органов власти в сфере защиты прав потребителей.
Раздел 5. Заключительные положения.

## Комментарии
13 января 2006 года вступила в силу новая редакция закона. По мнению обозревателя газеты Вечерний Харьков и Харьковского областного общества по защите прав потребителей (ХООЗПП) закон в своем новом виде не выполняет свою основную функцию, а именно защиту прав потребителей. Основополагающее (по мнению авторов публикации) право покупателя на возврат или замену товара с выявленными после покупки недостатками практически исключено из закона.